# Довшко
Довшко (словен. Dovško) — поселення в общині Кршко, Споднєпосавський регіон, Словенія. Висота над рівнем моря: 244,8 м.